# Suècia a la Copa del Món de futbol
Aquest és el registre dels resultats de Suècia a la Copa del Món. Suècia no ha estat mai campiona, però va disputar la final l'any que va organitzar el campionat, el 1958.

## Resum d'actuacions
Campions      Finalistes      Tercers      Quarts
Un requadre vermell indica que eren amfitrions del campionat.
| Historial a la Copa del Món | Historial a la Copa del Món | Historial a la Copa del Món | Historial a la Copa del Món | Historial a la Copa del Món | Historial a la Copa del Món | Historial a la Copa del Món | Historial a la Copa del Món | Historial a la Copa del Món |
| Edició                      | Ronda                       | Posició                     | PJ                          | PG                          | PE                          | PP                          | GF                          | GC                          |
| --------------------------- | --------------------------- | --------------------------- | --------------------------- | --------------------------- | --------------------------- | --------------------------- | --------------------------- | --------------------------- |
| 1930                        | No hi participà             | No hi participà             | No hi participà             | No hi participà             | No hi participà             | No hi participà             | No hi participà             | No hi participà             |
| 1934                        | Quarts de final             | 8s                          | 2                           | 1                           | 0                           | 1                           | 4                           | 4                           |
| 1938                        | Quart lloc                  | 4s                          | 3                           | 1                           | 0                           | 2                           | 11                          | 9                           |
| 1950                        | Tercer lloc                 | 3s                          | 5                           | 2                           | 1                           | 2                           | 11                          | 15                          |
| 1954                        | No es classificà            | No es classificà            | No es classificà            | No es classificà            | No es classificà            | No es classificà            | No es classificà            | No es classificà            |
| 1958                        | Finalistes                  | 2s                          | 6                           | 4                           | 1                           | 1                           | 12                          | 7                           |
| 1962                        | No es classificà            | No es classificà            | No es classificà            | No es classificà            | No es classificà            | No es classificà            | No es classificà            | No es classificà            |
| 1966                        | No es classificà            | No es classificà            | No es classificà            | No es classificà            | No es classificà            | No es classificà            | No es classificà            | No es classificà            |
| 1970                        | Primera fase                | 9s                          | 3                           | 1                           | 1                           | 1                           | 2                           | 2                           |
| 1974                        | Quarts de final             | 5s                          | 6                           | 2                           | 2                           | 2                           | 7                           | 6                           |
| 1978                        | Primera fase                | 13s                         | 3                           | 0                           | 1                           | 2                           | 1                           | 3                           |
| 1982                        | No es classificà            | No es classificà            | No es classificà            | No es classificà            | No es classificà            | No es classificà            | No es classificà            | No es classificà            |
| 1986                        | No es classificà            | No es classificà            | No es classificà            | No es classificà            | No es classificà            | No es classificà            | No es classificà            | No es classificà            |
| 1990                        | Primera fase                | 21s                         | 3                           | 0                           | 0                           | 3                           | 3                           | 6                           |
| 1994                        | Tercer lloc                 | 3s                          | 7                           | 3                           | 3                           | 1                           | 15                          | 8                           |
| 1998                        | No es classificà            | No es classificà            | No es classificà            | No es classificà            | No es classificà            | No es classificà            | No es classificà            | No es classificà            |
| 2002                        | Vuitens de final            | 13s                         | 4                           | 1                           | 2                           | 1                           | 5                           | 5                           |
| 2006                        | Vuitens de final            | 14s                         | 4                           | 1                           | 2                           | 1                           | 3                           | 4                           |
| 2010                        | No es classificà            | No es classificà            | No es classificà            | No es classificà            | No es classificà            | No es classificà            | No es classificà            | No es classificà            |
| 2014                        | No es classificà            | No es classificà            | No es classificà            | No es classificà            | No es classificà            | No es classificà            | No es classificà            | No es classificà            |
| 2018                        | Quarts de final             | 7s                          | 5                           | 3                           | 0                           | 2                           | 6                           | 4                           |
| 2022                        | No s'hi classificà          | No s'hi classificà          | No s'hi classificà          | No s'hi classificà          | No s'hi classificà          | No s'hi classificà          | No s'hi classificà          | No s'hi classificà          |
| 2026                        | Pendent                     | Pendent                     | Pendent                     | Pendent                     | Pendent                     | Pendent                     | Pendent                     | Pendent                     |
| 2030                        | Pendent                     | Pendent                     | Pendent                     | Pendent                     | Pendent                     | Pendent                     | Pendent                     | Pendent                     |
| 2034                        | Pendent                     | Pendent                     | Pendent                     | Pendent                     | Pendent                     | Pendent                     | Pendent                     | Pendent                     |
| Total                       | Finalista                   | Finalista                   | 51                          | 19                          | 13                          | 19                          | 80                          | 73                          |

## Itàlia 1934

### Vuitens de final
| Suècia                       | 3–2     | Argentina              |
| ---------------------------- | ------- | ---------------------- |
| Jonasson 9', 67' · Kroon 79' | Informe | Belis 4' · Galateo 48' |

### Quarts de final
| Alemanya         | 2–1     | Suècia     |
| ---------------- | ------- | ---------- |
| Hohmann 60', 63' | Informe | Dunker 82' |

## França 1938

### Vuitens de final
| Suècia | w/o | Àustria |
| ------ | --- | ------- |
|        |     |         |

 Stade Gerland, Lió

### Quarts de final
| Suècia                                                                          | 8–0    | Cuba |
| ------------------------------------------------------------------------------- | ------ | ---- |
| H. Andersson 9', 81', 89' · Wetterström 22', 37', 44' · Keller 80' · Nyberg 84' | Report |      |

### Semifinals
| Hongria                                                              | 5–1    | Suècia    |
| -------------------------------------------------------------------- | ------ | --------- |
| Jacobsson 19' (p.p.) · Titkos 37' · Zsengellér 39', 85' · Sárosi 65' | Report | Nyberg 1' |

### Partit pel tercer lloc
| Suècia                    | 2–4    | Brasil                                      |
| ------------------------- | ------ | ------------------------------------------- |
| Jonasson 28' · Nyberg 38' | Report | Romeu 44' · Leônidas 63', 74' · Perácio 80' |

## Brasil 1950

### Primera fase: Grup 3
| Pos | Equip    | PJ | PG | PE | PP | GF | GC | DG | Pts | Classificació            |
| --- | -------- | -- | -- | -- | -- | -- | -- | -- | --- | ------------------------ |
| 1   | Suècia   | 2  | 1  | 1  | 0  | 5  | 4  | +1 | 3   | Avança a la segona fase  |
| 2   | Itàlia   | 2  | 1  | 0  | 1  | 4  | 3  | +1 | 2   |                          |
| 3   | Paraguai | 2  | 0  | 1  | 1  | 2  | 4  | −2 | 1   |                          |
| 4   | Índia    | 0  | 0  | 0  | 0  | 0  | 0  | 0  | 0   | Renuncià a participar-hi |

| Suècia                           | 3–2     | Itàlia                          |
| -------------------------------- | ------- | ------------------------------- |
| Jeppson 25', 68' · Andersson 33' | Informe | Carapellese 7' · Muccinelli 75' |

| Suècia                     | 2–2     | Paraguai                     |
| -------------------------- | ------- | ---------------------------- |
| Sundqvist 17' · Palmér 26' | Informe | López 35' · López Fretes 74' |

### Segona fase: Grup final
| Pos | Equip   | PJ | PG | PE | PP | GF | GC | DG  | Pts |
| --- | ------- | -- | -- | -- | -- | -- | -- | --- | --- |
| 1   | Uruguai | 3  | 2  | 1  | 0  | 7  | 5  | +2  | 5   |
| 2   | Brasil  | 3  | 2  | 0  | 1  | 14 | 4  | +10 | 4   |
| 3   | Suècia  | 3  | 1  | 0  | 2  | 6  | 11 | −5  | 2   |
| 4   | Espanya | 3  | 0  | 1  | 2  | 4  | 11 | −7  | 1   |

| Brasil                                                  | 7–1     | Suècia             |
| ------------------------------------------------------- | ------- | ------------------ |
| Ademir 17', 36', 52', 58' · Chico 39', 88' · Maneca 85' | Informe | Andersson 67' (p.) |

| Uruguai                       | 3–2     | Suècia                    |
| ----------------------------- | ------- | ------------------------- |
| Ghiggia 39' · Míguez 77', 85' | Informe | Palmér 5' · Sundqvist 40' |

| Suècia                                    | 3–1     | Espanya         |
| ----------------------------------------- | ------- | --------------- |
| Sundqvist 15' · Mellberg 33' · Palmér 80' | Informe | Telmo Zarra 82' |

## Suècia 1958

### Primera fase: Grup 3
| Pos | Equip   | PJ | PG | PE | PP | GF | GC | GR    | Pts | Classificació                      |
| --- | ------- | -- | -- | -- | -- | -- | -- | ----- | --- | ---------------------------------- |
| 1   | Suècia  | 3  | 2  | 1  | 0  | 5  | 1  | 5,000 | 5   | Avança a la segona fase            |
| 2   | Hongria | 3  | 1  | 1  | 1  | 6  | 3  | 2,000 | 3   | Van disputar un partit de desempat |
| 3   | Gal·les | 3  | 0  | 3  | 0  | 2  | 2  | 1,000 | 3   | Van disputar un partit de desempat |
| 4   | Mèxic   | 3  | 0  | 1  | 2  | 1  | 8  | 0,125 | 1   |                                    |

| Suècia                                 | 3–0     | Mèxic |
| -------------------------------------- | ------- | ----- |
| Simonsson 17', 64' · Liedholm 57' (p.) | Informe |       |

| Suècia          | 2–1     | Hongria   |
| --------------- | ------- | --------- |
| Hamrin 34', 55' | Informe | Tichy 77' |

| Suècia | 0–0     | Gal·les |
| ------ | ------- | ------- |
|        | Informe |         |

### Segona fase

#### Quarts de final
| Suècia                     | 2–0     | Unió Soviètica |
| -------------------------- | ------- | -------------- |
| Hamrin 49' · Simonsson 88' | Informe |                |

#### Semifinals
| Suècia                               | 3–1     | Alemanya Occidental |
| ------------------------------------ | ------- | ------------------- |
| Skoglund 32' · Gren 81' · Hamrin 88' | Informe | Schäfer 24'         |

#### Final
| Brasil                                     | 5–2     | Suècia                      |
| ------------------------------------------ | ------- | --------------------------- |
| Vavá 9', 32' · Pelé 55', 90' · Zagallo 68' | Informe | Liedholm 4' · Simonsson 80' |

## Mèxic 1970

### Primera fase: Grup 2
| Pos | Equip   | PJ | PG | PE | PP | GF | GC | DG | Pts | Classificació           |
| --- | ------- | -- | -- | -- | -- | -- | -- | -- | --- | ----------------------- |
| 1   | Itàlia  | 3  | 1  | 2  | 0  | 1  | 0  | +1 | 4   | Avança a la segona fase |
| 2   | Uruguai | 3  | 1  | 1  | 1  | 2  | 1  | +1 | 3   | Avança a la segona fase |
| 3   | Suècia  | 3  | 1  | 1  | 1  | 2  | 2  | 0  | 3   |                         |
| 4   | Israel  | 3  | 0  | 2  | 1  | 1  | 3  | −2 | 2   |                         |

| Itàlia         | 1–0     | Suècia |
| -------------- | ------- | ------ |
| Domenghini 10' | Informe |        |

| Suècia       | 1–1     | Israel       |
| ------------ | ------- | ------------ |
| Turesson 53' | Informe | Spiegler 56' |

| Suècia    | 1-0     | Uruguai |
| --------- | ------- | ------- |
| Grahn 90' | Informe |         |

## Alemanya Occidental 1974

### Primera fase: Grup 3
| Pos | Equip         | PJ | PG | PE | PP | GF | GC | DG | Pts | Classificació           |
| --- | ------------- | -- | -- | -- | -- | -- | -- | -- | --- | ----------------------- |
| 1   | Països Baixos | 3  | 2  | 1  | 0  | 6  | 1  | +5 | 5   | Avança a la segona fase |
| 2   | Suècia        | 3  | 1  | 2  | 0  | 3  | 0  | +3 | 4   | Avança a la segona fase |
| 3   | Bulgària      | 3  | 0  | 2  | 1  | 2  | 5  | −3 | 2   |                         |
| 4   | Uruguai       | 3  | 0  | 1  | 2  | 1  | 6  | −5 | 1   |                         |

| Suècia | 0–0     | Bulgària |
| ------ | ------- | -------- |
|        | Informe |          |

| Països Baixos | 0–0     | Suècia |
| ------------- | ------- | ------ |
|               | Informe |        |

| Suècia                          | 3–0     | Uruguai |
| ------------------------------- | ------- | ------- |
| Edström 46', 77' · Sandberg 74' | Informe |         |

### Segona fase: Grup B
| Pos | Equip               | PJ | PG | PE | PP | GF | GC | DG | Pts | Classificació                    |
| --- | ------------------- | -- | -- | -- | -- | -- | -- | -- | --- | -------------------------------- |
| 1   | Alemanya Occidental | 3  | 3  | 0  | 0  | 7  | 2  | +5 | 6   | Avança a la final                |
| 2   | Polònia             | 3  | 2  | 0  | 1  | 3  | 2  | +1 | 4   | Avança al partit pel tercer lloc |
| 3   | Suècia              | 3  | 1  | 0  | 2  | 4  | 6  | −2 | 2   |                                  |
| 4   | Iugoslàvia          | 3  | 0  | 0  | 3  | 2  | 6  | −4 | 0   |                                  |

| Suècia | 0–1     | Polònia  |
| ------ | ------- | -------- |
|        | Informe | Lato 43' |

| Alemanya Occidental                                        | 4–2     | Suècia                     |
| ---------------------------------------------------------- | ------- | -------------------------- |
| Overath 51' · Bonhof 52' · Grabowski 76' · Hoeneß 89' (p.) | Informe | Edström 24' · Sandberg 53' |

| Suècia                        | 2–1     | Iugoslàvia |
| ----------------------------- | ------- | ---------- |
| Edström 29' · Torstensson 85' | Informe | Šurjak 27' |

## Argentina 1978

### Primera fase: Grup 3
| Pos | Equip   | PJ | PG | PE | PP | GF | GC | DG | Pts | Classificació           |
| --- | ------- | -- | -- | -- | -- | -- | -- | -- | --- | ----------------------- |
| 1   | Àustria | 3  | 2  | 0  | 1  | 3  | 2  | +1 | 4   | Avança a la segona fase |
| 2   | Brasil  | 3  | 1  | 2  | 0  | 2  | 1  | +1 | 4   | Avança a la segona fase |
| 3   | Espanya | 3  | 1  | 1  | 1  | 2  | 2  | 0  | 3   |                         |
| 4   | Suècia  | 3  | 0  | 1  | 2  | 1  | 3  | −2 | 1   |                         |

| Brasil       | 1–1     | Suècia      |
| ------------ | ------- | ----------- |
| Reinaldo 45' | Informe | Sjöberg 37' |

| Àustria         | 1–0     | Suècia |
| --------------- | ------- | ------ |
| Krankl 42' (p.) | Informe |        |

| Espanya    | 1–0     | Suècia |
| ---------- | ------- | ------ |
| Asensi 75' | Informe |        |

## Rússia 2018

### Primera fase: Grup F
| Pos | Equip         | PJ | PG | PE | PP | GF | GC | DG | Pts | Classificació        |
| --- | ------------- | -- | -- | -- | -- | -- | -- | -- | --- | -------------------- |
| 1   | Suècia        | 3  | 2  | 0  | 1  | 5  | 2  | +3 | 6   | Avança a segona fase |
| 2   | Mèxic         | 3  | 2  | 0  | 1  | 3  | 4  | −1 | 6   | Avança a segona fase |
| 3   | Corea del Sud | 3  | 1  | 0  | 2  | 3  | 3  | 0  | 3   |                      |
| 4   | Alemanya      | 3  | 1  | 0  | 2  | 2  | 4  | −2 | 3   |                      |

| Suècia             | 1–0     | Corea del Sud |
| ------------------ | ------- | ------------- |
| Granqvist 65' (p.) | Informe |               |

| Alemanya                             | 2–1     | Suècia       |
| ------------------------------------ | ------- | ------------ |
| Reus 48' · Boateng 82' · Kroos 90+5' | Informe | Toivonen 32' |

| Mèxic | 0–3     | Suècia                                                     |
| ----- | ------- | ---------------------------------------------------------- |
|       | Informe | Augustinsson 50' · Granqvist 61' (p.) · Álvarez 74' (p.p.) |

### Segona fase

#### Vuitens de final
| Suècia       | 1–0     | Suïssa     |
| ------------ | ------- | ---------- |
| Forsberg 66' | Informe | Lang 90+4' |

#### Quarts de final
| Suècia | 0–2     | Anglaterra                  |
| ------ | ------- | --------------------------- |
|        | Informe | Maguire 30' · Dele Alli 59' |